# 기쿠치시
기쿠치시(일본어: 菊池市)는 일본 구마모토현 북부에 있는 시이다.

## 지리
2005년 3월 22일에 기쿠치시와 기쿠치군 시치조정(七城町)・시스이정(泗水町)・교쿠시촌(旭志村)이 통합해서 생겨났다.
구마모토현 북부를 흐르는 기쿠치강 상류에 있고 구마모토시에서 북동쪽으로 약 25km 떨어진 곳에 위치한다. 중앙부에서 남서부는 구마모토 평야의 북동단에 해당해 비옥하고 농업이 활발하며 다자이후 부관의 혈통으로 유명한 가문인 기쿠치씨의 본거지로 와이후를 중심으로 시가지가 형성되어 있다.
동부는 아소 외륜산의 서쪽 기슭 지대로 울창한 천연생 광엽수로 덮여 있어 들새의 보고이다. 그 사이를 흐르는 기쿠치강의 원류가 크고 작은 여울과 웅덩이와 폭포를 만들어 기쿠치 계곡을 이루고 있다. 기쿠치 계곡은 일본 명수 100선에도 선정되었다. 여름에도 평균 수온이 13도로 낮아 냉기가 근처에 감돌아 피서지로 인기가 있으며 가족 동반 여행객 등으로 붐빈다. 매년 4월 초순이 되면 입산이 허용되는데 30~40만 명 정도가 방문하며 가을 단풍도 아름답다. 이 일대의 국유림은 1965년 규슈에서 처음으로 자연 휴양림으로 지정되었다. 북부는 오이타현과 접한다.

### 인접한 자치체
- 구마모토현
  - 야마가시
  - 아소시
  - 고시시
  - 기쿠치군 오즈정
  - 가모토군 우에키정

- 오이타현
  - 히타시

## 역사
난보쿠초 시대에는 규슈 북부에 세력을 자랑한 기쿠치씨의 본거지·와이후를 중심으로 번창했고 무로마치 시대에는 사쓰난 학파의 선조인 게이안 겐주가 유학을 설파하는 등 문화적 발전도 보였다. 에도 시대에 기쿠치 지방은 곡창 지대로 알려졌으며, 기쿠치미(菊池米)는 반슈미(播州米)·비슈미(備州米)와 함께 최고급 품질로 여겨져 오사카 도지마의 쌀 시세를 결정하는 기준이 되었다. 기쿠치강 하구 가까이의 다카세(현 다마나시)도 구마모토번 최대의 쌀 적출항으로 번창하였다.
- 1956년 9월 1일 - 기쿠치군 와이후정·기쿠치촌을 포함한 1정 7촌이 신설 합병해 기쿠치정이 되었다.
- 1958년 8월 1일 - 기쿠치정이 시로 승격해 기쿠치시가 되었다.
- 2005년 3월 22일 - 기쿠치시·시치조정·교쿠시촌·시스이정이 신설 합병해 기쿠치시가 되었다.

## 경제
에도 시대 이래 기쿠치 지방은 쌀 생산지로 알려졌다. 그 밖에도 우엉·멜론·표고버섯과 축산업이 번성한 농업 지역이다. 서일본 최대의 낙농 지대로 과일 재배도 많이 한다. 제조업으로는 자동차 및 전자기기 관련 공장이 다수 들어서 있다.

## 관광과 특산품
- 기쿠치 계곡

기쿠치강의 근원인 기쿠치 계곡은 아소쿠주 국립공원 내에 있으며, 울창한 천연 광엽수로 덮인 계곡을 누비며 흐르는 계류와 삼림의 조화는 절경이다. 봄에는 신록이 아름답고 여름에는 피서지로, 가을은 선명한 단풍이 계류를 따라 물들며, 겨울이 되면 무빙의 꽃이 피는 등 계절마다 다른 모습을 보여준다. 들새의 숲과 산책로도 정비돼 있어 산행을 즐길 수 있는 장소로 사랑받고 있다.
- 온천

구마모토현 내에서도 유명한 기쿠치 온천을 비롯하여 시내 각지에는 온천이 점재하며, 온천 시설도 정비돼 있다. 기쿠치 온천은 무색투명, 약 알칼리성의 부드러운 천질로 일명 “피부 미용의 탕”으로 불리며 천연 온천수를 100% 사용한다. 시치조 온천 돔은 12종류의 온천탕을 즐길 수 있는 곳으로 유명하다. 사계의 마을 교쿠시 온천 시설에는 각종 온천탕과 사우나 외, 수영복을 입고 이용할 수 있는 온수 풀도 있다. 구 시스이마치에는 다쓰가시라(辰頭) 온천, 공자 온천, 시스이 라둔 온천 외 여러 온천이 있어 다양한 천질의 온천을 즐길 수 있다.
- 사계의 마을 교쿠시(旭志)

아소 외륜산의 일각인 구라다케(鞍岳)산 중턱에 펼쳐진 레저 시설이다. 직접 동물과 접할 수 있는 후레아이(만남) 목장, 후레아이(만남) 광장, 롤러 슬라이더 시설을 갖춘 광장, 레스토랑, 온천 시설 등이 있다. 게이트볼장, 캠프장, 숙박시설인 고급 통나무 오두막집도 있다. 특히 캠프장은 시설 내에서 가장 높은 곳에 있어 전망이 좋으며, 날씨가 좋은 날에는 아마쿠사 방면까지 볼 수 있다.
- 시스이 공자 공원(泗水町 孔子公園)

시스이마치란 이름의 유래가 된 중국 산둥성(山東省) 시스이현(泗水県). 시스이 공자 공원은 그곳에서 탄생한 공자를 심벌로 조성한 중국 궁전 건축 양식의 공원이다. 중국 시스이현에 있던 6억 년 된 돌에 새긴 공자상을 모신 육각정(祀聖亭)을 비롯하여 삼국지 이야기와 아름다운 산수화가 그려진 회랑이 있다. 인접한 미치노에키 시스이 요조이치바(養生市場)에는 무농약, 저농약으로 재배한 농작물을 직판한다.
- 시치조마치(七城町) 멜론 돔

국도 325호선 야마가~기쿠치 사이에 있는 미치노에키(道の駅)에는 이 지역 특산물인 멜론 모습을 한 독특한 3개의 돔이 있다. 구 시치조마치는 시치조 멜론, 시치조 쌀, 채소, 원예 작물 등 풍부한 물과 대지가 생산한 농산물과 농산물 가공품으로 유명하다. 이곳 특산품 센터에서는 매일 갓 수확한 채소·꽃·과일 등을 판매한다.

## 교통

### 도로
- 국도 325호선
- 국도 387호선
- 국도 443호선

## 인구
| 연도                          | 인구   | ±%    |
| ----------------------------- | ------ | ----- |
| 1960                          | 58,767 | —     |
| 1965                          | 54,102 | −7.9% |
| 1970                          | 50,211 | −7.2% |
| 1975                          | 48,268 | −3.9% |
| 1980                          | 49,527 | +2.6% |
| 1985                          | 50,831 | +2.6% |
| 1990                          | 51,610 | +1.5% |
| 1995                          | 52,545 | +1.8% |
| 2000                          | 52,636 | +0.2% |
| 2005                          | 51,862 | −1.5% |
| 2010                          | 50,213 | −3.2% |
| 2015                          | 48,167 | −4.1% |
| 2020                          | 46,416 | −3.6% |
| Kikuchi population statistics |        |       |

## 기후
| 기쿠치시의 기후                                              | 기쿠치시의 기후 | 기쿠치시의 기후 | 기쿠치시의 기후 | 기쿠치시의 기후 | 기쿠치시의 기후 | 기쿠치시의 기후 | 기쿠치시의 기후 | 기쿠치시의 기후 | 기쿠치시의 기후 | 기쿠치시의 기후 | 기쿠치시의 기후 | 기쿠치시의 기후 | 기쿠치시의 기후 |
| 월                                                           | 1월             | 2월             | 3월             | 4월             | 5월             | 6월             | 7월             | 8월             | 9월             | 10월            | 11월            | 12월            | 연간            |
| ------------------------------------------------------------ | --------------- | --------------- | --------------- | --------------- | --------------- | --------------- | --------------- | --------------- | --------------- | --------------- | --------------- | --------------- | --------------- |
| 역대 최고 기온 °C (°F)                                       | 20.8 (69.4)     | 23.8 (74.8)     | 26.1 (79.0)     | 31.3 (88.3)     | 35.3 (95.5)     | 35.7 (96.3)     | 38.8 (101.8)    | 38.8 (101.8)    | 36.2 (97.2)     | 34.2 (93.6)     | 26.7 (80.1)     | 23.7 (74.7)     | 38.8 (101.8)    |
| 일평균 최고 기온 °C (°F)                                     | 10.2 (50.4)     | 12.0 (53.6)     | 15.7 (60.3)     | 21.0 (69.8)     | 25.8 (78.4)     | 28.0 (82.4)     | 31.4 (88.5)     | 32.9 (91.2)     | 29.7 (85.5)     | 24.6 (76.3)     | 18.4 (65.1)     | 12.4 (54.3)     | 21.8 (71.3)     |
| 일일 평균 기온 °C (°F)                                       | 4.4 (39.9)      | 6.0 (42.8)      | 9.5 (49.1)      | 14.6 (58.3)     | 19.5 (67.1)     | 23.0 (73.4)     | 26.6 (79.9)     | 27.4 (81.3)     | 23.9 (75.0)     | 18.0 (64.4)     | 11.9 (53.4)     | 6.4 (43.5)      | 15.9 (60.7)     |
| 일평균 최저 기온 °C (°F)                                     | −1.0 (30.2)     | 0.1 (32.2)      | 3.4 (38.1)      | 8.2 (46.8)      | 13.5 (56.3)     | 18.7 (65.7)     | 22.9 (73.2)     | 23.2 (73.8)     | 19.2 (66.6)     | 12.2 (54.0)     | 6.1 (43.0)      | 0.7 (33.3)      | 10.6 (51.1)     |
| 역대 최저 기온 °C (°F)                                       | −9.0 (15.8)     | −9.9 (14.2)     | −6.9 (19.6)     | −3.4 (25.9)     | 1.8 (35.2)      | 7.0 (44.6)      | 14.3 (57.7)     | 15.1 (59.2)     | 5.1 (41.2)      | −0.2 (31.6)     | −3.9 (25.0)     | −7.8 (18.0)     | −9.9 (14.2)     |
| 평균 강수량 mm (인치)                                        | 55.0 (2.17)     | 79.6 (3.13)     | 122.9 (4.84)    | 139.6 (5.50)    | 157.7 (6.21)    | 400.9 (15.78)   | 381.4 (15.02)   | 181.8 (7.16)    | 168.9 (6.65)    | 82.3 (3.24)     | 83.9 (3.30)     | 61.3 (2.41)     | 1,915.1 (75.40) |
| 평균 강수일수 (≥ 1.0 mm)                                     | 7.1             | 8.5             | 10.8            | 10.1            | 9.6             | 14.0            | 13.0            | 10.5            | 9.2             | 7.3             | 7.3             | 7.4             | 114.8           |
| 평균 월간 일조시간                                           | 133.3           | 139.9           | 163.8           | 178.9           | 182.9           | 111.9           | 162.2           | 197.4           | 170.1           | 181.2           | 150.4           | 138.2           | 1,918.8         |
| 출처: 일본 기상청 (평년값: 1991년~2020년, 극값: 1977년~현재) |                 |                 |                 |                 |                 |                 |                 |                 |                 |                 |                 |                 |                 |

## 자매 도시
- 일본 이와테현 도노시
- 일본 미야자키현 고유군 니시메라촌
- 대한민국 전북특별자치도 김제시(1985년 4월)
- 중국 산둥성 쓰수이현(1994년 9월)